# Andromaque captive
Andromaque captive – en anglais Captive Andromache – est une peinture à l'huile sur une toile de 197 cm × 407 cm de Frederic Leighton peinte en 1888. Ce tableau a été acheté par le Manchester City Council pour £ 4 000 en 1988. Il est maintenant exposé à la Manchester Art Gallery.
Dans la mythologie grecque, Andromaque est une héroïne troyenne de la guerre de Troie, femme d'Hector.